# جواد محجوب
جواد محجوب (زاده ۵ خرداد ۱۳۷۰ در چناران)، جودوکار ایرانی و نائب‌قهرمان و قهرمان دو دوره مسابقات قهرمانی جودوی آسیا در وزن ۱۰۰ کیلوگرم است. وی در المپیک ۲۰۲۰ در تیم پناهندگان مسابقه داد و پس از شکست دادن یوهانس فرای از آلمان در دور اول، در مقابل لوکاش کرپالک از جمهوری چک شکست خورد و حذف شد
.